# 贅生物
贅生物，又译新生物、贅瘤，ICD-11称肿瘤，是指身體細胞組織不正常且过度增生，此过程称为贅瘤形成（neoplasia），简称赘生。
贅生物的生长与周围正常组织的生长並不协调，即使最初诱发因素被移除，一般仍会持续异常增长。这种异常生长、不受控制的增生，在非血液科癌症，通常形成一个局部块状物，此情况称为包块（mass）或肿块（lump）、肿瘤（tumor）、瘤（growth），其组织由实质和间质两部分构成。
肿瘤大致分为两类：良性肿瘤、恶性肿瘤，另有少数为第三类：交界性肿瘤。
肿瘤细胞与正常细胞相比，有结构、功能和代谢的异常，它们具有超过正常的增生能力，这种增生和机体不相协调。非肿瘤性增生和肿瘤性增生不同，前者常有明显的刺激性因素，且增生限于一定的程度和时间，一旦此因素消除，即不再增生，但如超越一定的限度，发生质变，则也可变为肿瘤性增生。

## 良性与恶性
- 良性肿瘤生长速度缓慢，表面较光滑。并不侵入邻近的正常组织内。瘤体周围常形成包膜，因此与正常组织分界明显。除非长在要害部位，良性肿瘤一般不会致命，大多数可被完全切除，很少有复发。
- 恶性肿瘤又稱癌症，分为上皮源性的癌和间质源性的肉瘤。在恶性肿瘤中，这一些增生的细胞，除了会集结成为肿块，还会扩散至其他部位增生。

## 分类
ICD-10 将赘生物分为四大类别：良性赘生物、原位赘生物、恶性赘生物、行为未定或未知的赘生物。恶性赘生物也简称为癌症，是肿瘤学的研究重点。

## 病因
肿瘤或新生物的形成是由于：机体在各种致病因子（不同的始动与促进因素）长期作用下，正常的组织细胞中的细胞遗传物质发生改变、基因表达异常、细胞异常克隆性增殖或异常分化的病理过程。肿瘤细胞会失去正常调控功能，具有自主或相对自主生长能力，甚至当致病因子消失后或脱离致瘤环境后仍能继续生长。
- 15%的人类肿瘤是病毒引起的，比较明确的有乙肝病毒与原发性肝癌，人乳头瘤病毒与宫颈癌等。一般分为DNA、RNA肿瘤病毒；病毒还可通过整合其DNA、RNA到宿主细胞的DNA上发挥作用，使细胞恶化。
- 核工业、核医学等人为使用的核素大大的增加了电离辐射的强度。
- 长期接触煤烟、煤焦油、沥青等多環芳香烴类致癌物质；作为合成染料中间体，作为润滑油的抗氧化剂等的芳香胺类具致癌性。人体的炎症、氧化应激反应、营养或激素失调、反复的组织损伤等，也可产生氧自由基等致癌物质。大多化学致癌物可形成亲电子的衍生物，极易与亲核的DNA反应，导致基因突变，诱发癌变。
- 大约3%的恶性肿瘤是遗传的，遗传获得基因突变，导致、加速癌变的发生。

## 扩散
当实体瘤发展到一定程度时，瘤细胞粘附力降低，瘤细胞易脱离瘤体；相反瘤细胞与周围基质、细胞粘附增强。当瘤细胞伸出伪足与靶细胞接触后，开始向细胞间隙运动。
- 瘤细胞侵袭血管壁，破坏基底膜进入血管腔，存活的瘤细胞运行到适宜部位，与血管内皮细胞、基底膜粘附；释放降解酶，溶解基底膜，穿出与实质器官细胞粘附，增殖形成与原发部位相同的继发瘤。
- 瘤细胞从输入淋巴管进入淋巴结的边缘窦，滞留或继续向前运动，穿出进入其他淋巴结。一旦瘤细胞在边缘窦与窦内皮细胞作用后，增殖形成继发瘤，继续向中间窦、髓窦发展，占据整个淋巴结。

## 治疗
良性肿瘤、癌症早期一般以手术切除为主；生长在特殊部位的肿瘤（如垂体瘤），可放射治疗；除原发肿瘤外，应将淋巴结一并切除；癌症合并手术、放疗、化疗，效果较好。骨肉瘤、小细胞肺癌等扩散明显的肿瘤，应先化疗，后手术。化疗对绒毛膜癌、睾丸肿瘤、恶性淋巴瘤等，已取得高治愈率；但是化疗对肿瘤细胞选择作用不强、全身用毒性较大。
对无法根治的巨大肿瘤进行部分切除以减少肿瘤负荷，称为减积手术（debulking operation）。此种术式亦可为放化疗创造前置条件。

## 备注
1. ↑  关于心瓣膜表面附着的血小板和纤维素团块，也译赘生物（英语：Vegetation (pathology)）[3][4]，但英语为 vegetation，因其与自然植被的相似性而得名。